# Șoimul (film)

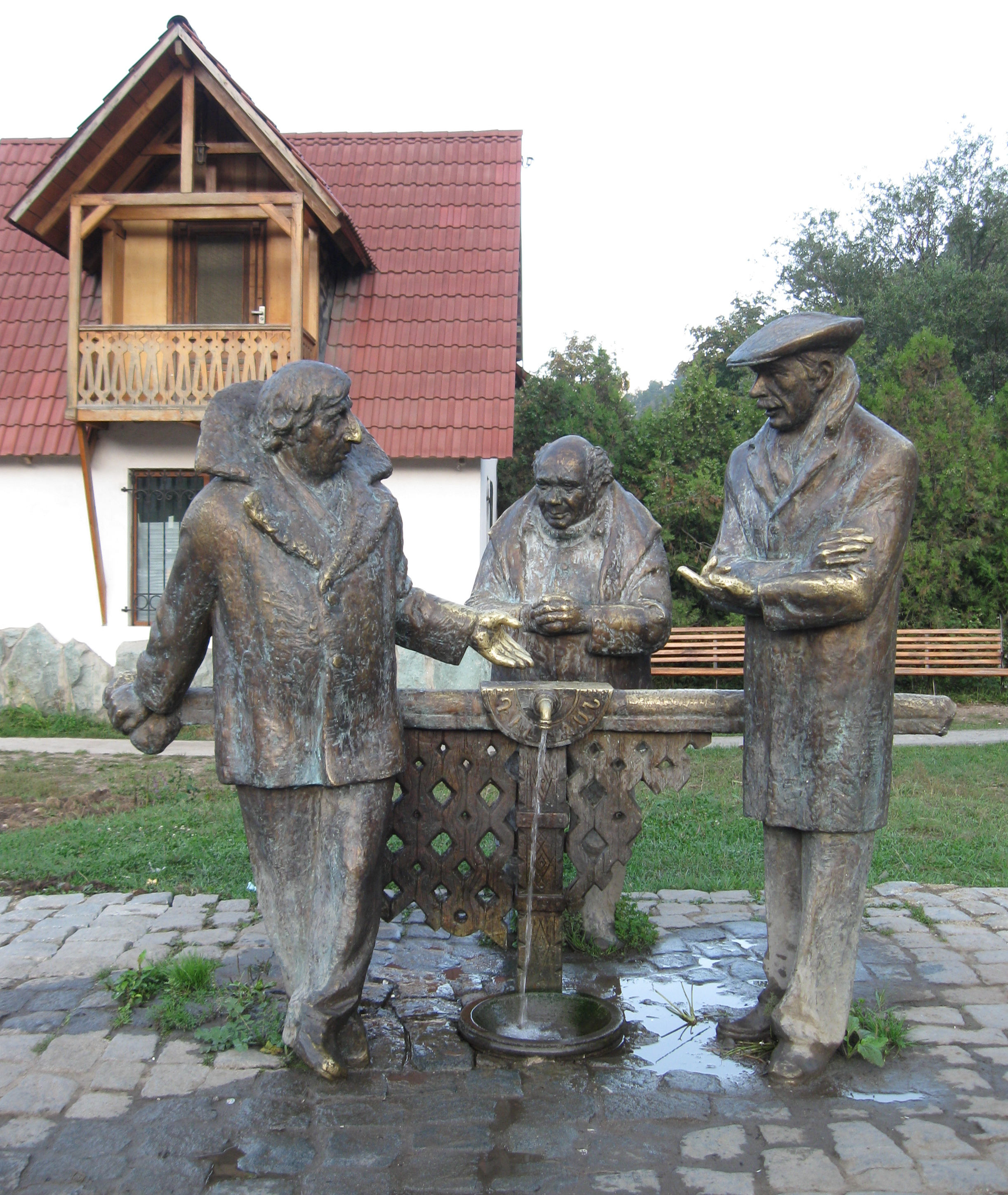
Grup statuar din Dilijan al eroilor filmului.

Șoimul (titlul original: în rusă Мимино, transliterat: Mimino) este un film de comedie sovietic, realizat în 1977 de regizorul Gheorghi Danelia, protagoniști fiind actorii Vahtang Kikabidze, Frunzik Mkrtcian, Borislav Brondukov și Elena Proklova.

## Rezumat
Pilotul georgian Valiko Mizandari, supranumit Mimino, lucrează în mici companii aeriene locale, zboară cu elicoptere între sate mici. Dar visează să piloteze marile avioane ale companiilor aeriene internaționale și decide să plece la Moscova pentru a-și urma visul. Acolo, într-un hotel, îl întâlnește pe șoferul de camion armean Ruben Hacikian care a primit din greșeală o cameră în hotel în locul unui profesor cu același nume și acesta este începutul multor aventuri la Moscova.

## Distribuție
- Vahtang Kikabidze – Valiko Mizandari (Mimino)
- Frunzik Mkrtcian – Ruben Hacikian
- Borislav Brondukov – bărbatul din stepă
- Elena Proklova – Larisa Komarova
- Pavel Vinnik – prietenul reclamantului
- Arcil Gomiașvili – Nuzgar Papișvili, reclamant
- Mikaela Drozdovskaia – Anastasia Papișvili, soția lui Nuzgar
- Marina Diujeva – avocata
- Saveli Kramarov – deținutul
- Leonid Kuravliov – prof. Hacikian
- Evgheni Leonov – Volohov
- Ippolit Hvicia – Kukuș, ceaprazarul
- Vladimir Basov – cântărețul de operă
- Konstantin Daușvili – bunicul
- Ruslan Mikaberidze – Ghivi Ivanovici
- Zacro Sahvadze – Varlaam
- Rusiko Morceladze – Lali
- Artiom Karapetian – voce off
- Nadejda Semențova – Sekretärin
- Nikolai Grabbe – pilot, prietenul de pe front a lui Volohov

## Premii
- 1977 Festivalul de Film de la Moscova – Golden Prize
- 1978 Festivalul Unional de Film, Erevan
- 1979 Avellino